# Cyclophiops major
Cyclophiops major е вид змия от семейство Смокообразни (Colubridae). Видът не е застрашен от изчезване.

## Разпространение
Разпространен е във Виетнам, Китай (Гансу, Хайнан и Хънан), Лаос, Тайван и Хонконг.